# Siegfried Bettmann
Siegfried Bettmann was een fabrikant van fietsen, motorfietsen en auto's, oprichter van het merk Triumph en burgemeester van de stad Coventry. In 1914 stichtte hij de Annie Bettmann Foundation die startende jonge ondernemers ondersteunde.

| Triumph 3½ HP Model uit 1907. |
| Triumph Super 7 uit 1930.     |

## Jeugd
Siegfried Bettmann was de negende zoon van de houthandelaar Meier Bettmann in Neurenberg. In 1885 emigreerde hij, 21 jaar oud, naar het Verenigd Koninkrijk. Hij werkte een half jaar bij de uitgeverij Kelly & Co. in Coventry, maar vanwege zijn talenkennis werd hij vertaler bij de White Sewing Machine Co., waar hij - ook vanwege zijn talen - vertegenwoordiger voor Noord-Europa werd. In 1895 trouwde hij met Annie Meyrick en naam hij het Britse staatsburgerschap aan.

## Zakenman
Siegfried Bettmann begon onder de naam S. Bettmann & Co. in Londen fietsen te importeren om ze onder de naam "Triumph" te verkopen. In 1886 veranderde hij de bedrijfsnaam in Triumph Cycle Company, maar in 1887 werd het bedrijf geregistreerd als New Triumph Co. Ltd. De oprichting geschiedde met steun van de Dunlop Pneumatic Tyre Company. In dat jaar kwam Mauritz Johann Schulte uit Papenburg als partner in het bedrijf. Schulte overtuigde Bettmann om zelf fietsen te gaan produceren en in 1888 kocht Bettmann met geld van zijn eigen familie en die van Schulte een fabriek in Coventry. Zijn zakelijke succes maakte het mogelijk om voorzitter van de Coventry Liberal Association te worden. Hij was vrijmetselaar en voorzitter van de Kamer van Koophandel van Coventry. Hij was vrederechter en werd in 1913 de eerste niet-Britse burgemeester van Coventry. Zijn Duitse afkomst dwong hem echter om die functie in 1914 op te geven. In dat jaar stichtte hij samen met zijn vrouw de Annie Bettmann Foundation om jonge inwoners tussen de achttien en de veertig te helpen een eigen bedrijf te beginnen. De voorkeur ging daarbij uit naar oud-militairen en het geld werd (en wordt) voornamelijk besteed aan aanvullende opleidingen. Ook in 1914 verzamelde hij industriëlen uit Coventry in St. Mary's Hall om hen te vragen om hun productiemiddelen in dienst te stellen van het Britse leger. Twee weken later kreeg hij een telefoontje van Captain C.V. Holdsworth met de vraag 100 Triumph-motorfietsen te leveren voor de British Expeditionary Force die op het punt stond om in te schepen naar Frankrijk. Captain Holdsworth zou later directeur bij Triumph worden. Hoewel het zaterdagmiddag was, verzamelde Bettmann zijn personeel om de motorfietsen verzendgereed te maken en op zondagavond werden ze afgeleverd op het station van Coventry. Het Britse leger plaatste daarop een grote order voor het Triumph Model H. Na de oorlog gaf Bettmann opdracht om een monument te bouwen voor de 66 werknemers die gesneuveld waren. Dat werd in 1921 gebouwd op de begraafplaats aan London Road in Coventry. In 1939 vroeg de Triumph Motor Company het faillissement aan en Siegfried Bettmann trok zich uit het bedrijf terug. Hij was intussen 76 jaar oud en woonde met zijn vrouw en familie op hun buitenverblijf Elm Bank. Triumph werd overgenomen door de schroothandel Thos W Ward, die constructeur Donald Healey aanstelde als algemeen directeur. Een voor grote klap voor Bettmann was de totale vernietiging van de fabriek aan Priory Road tijdens het bombardement op Coventry op 14 november 1940. Siegfried Bettmann overleed op 23 september 1951 op Elm Bank in Coventry.

### Triumph Cycle Co. Ltd.
In 1889 startte de Triumph Cycle Co. Ltd. de productie van haar eigen fietsen.

### Triumph Werke Nürnberg
In 1896 werd in Bettmann's geboorteplaats Neurenberg een dochteronderneming geopend: Orial Triumph Werke Nürnberg.

### Triumph Motor Company
In 1902 bouwde Triumph haar eerste motorfiets. In een verstevigd fietsframe werd een 2¼pk-Minerva-kop/zijklepmotor gemonteerd. Toen dit project bleek te slagen werden meer complete motorfietsen met inbouwmotoren van JAP en Fafnir gebouwd en al snel verschenen er eigen, door Charles Hathaway ontworpen motoren. In 1907 werd een nieuwe fabriek aan Priory Street in Coventry betrokken. In 1908 won Jack Marshall de Single Cylinder TT op de St John's Short Course op het eiland Man, waarbij hij het eerste racegemiddelde van meer dan 40 mijl per uur haalde. Ook de plaatsen drie, vier en vijf waren voor Triumph. Dat verhoogde de verkopen enorm. In 1921 kocht Bettmann de Dawson Car Company en begon Triumph ook auto's te produceren. In 1927 ontwikkelde hij de Triumph Super 7-auto die tot 1934 goed werd verkocht. In 1930 werd de bedrijfsnaam gewijzigd in Triumph Motor Company en toen verschenen de Triumph Southern Cross en de Triumph Gloria.

### Triumph Engineering
Door financiële problemen moest Triumph de fiets- en motorfietstak in 1936 verkopen. De fietsen gingen naar ACM in Coventry, de motorfietsen naar Jack Sangster, die al eigenaar van Ariel was. Deze tak werd hernoemd tot Triumph Engineering Co. Ltd. Triumph Werke Nürnberg was al in 1930 verkocht aan Adler.
- Bibsys: 98029551
- Biblioteca Nacional de España: XX5462432
- International Standard Name Identifier: 0000 0000 3951 9740
- Library of Congress Control Number: nb97009093
- Nederlandse Thesaurus van Auteursnamen: 070537488
- Virtual International Authority File: 75804458
- WorldCat: E39PBJx4mJJCRvPh8bb7P3p773